# Карнович, Евгений Петрович
Евге́ний Петро́вич Карно́вич (1823 или 1824 — 1885) — русский писатель, историк, журналист.

## Биография
Родился 3 (15) ноября 1823 года (по другим сведениям 28 октября (9 ноября) 1823 или 1824 года) в селе Лупандино Ярославского уезда Ярославской губернии. Сын богатого помещика (ротмистра), происходившего из малороссийского дворянства. Карнович получил хорошее домашнее образование (свободно владел восемью языками), затем он окончил курс в Санкт-Петербургском педагогическом институте. За три года до окончания учёбы у Карновича умер отец, оставив большие долги. В результате после окончания учёбы в 1844 году Карновичу пришлось зарабатывать себе на жизнь, несмотря на желание заниматься литературой, которую пришлось оставить на полтора десятка лет. По другой версии, Карнович, убеждённый в бесчеловечности крепостного права и предпочитая жить службой, дал крестьянам вольную и остался в стеснённых обстоятельствах.
С 1845 по 1849 год Евгений Карнович служил преподавателем греческого языка сначала в Тульской гимназии, затем в Калужской. К этому времени относятся его первые публикации — переводы с греческого комедий Аристофана «Облака» («Пантеон», 1845, кн. 1) и «Лизистрата» («Библиотека для чтения», 1845, т. 73), а также оригинальные стихотворения. Одновременно со службой в гимназии Карнович с 1847 года служил правителем дел в Калужском статистическом комитете и редактировал неофициальную часть Калужских губернских ведомостей.
В 1850 или 1851 году Карнович перебрался в Вильну, где поступил на службу в должности правителя дел в канцелярии попечителя Виленского учебного округа. В 1854 году он был произведён в коллежские советники. С 1856 года Карнович был членом-сотрудником Виленской археологической комиссии.
В 1859 году Карнович вышел в отставку и поселился в Санкт-Петербурге, где до конца жизни был директором тюремного комитета, состоя также членом петербургского Статистического комитета, Общества для пособия нуждающимся литераторам и учёным, Русского географического общества. Карнович, до того уже сумевший напечатать несколько статей и очерков в периодике, всецело занялся литературной деятельностью.

## Литературная деятельность
Дебютировав в печати в 1845 году, Карнович после переезда в Петербург занялся напряжённым литературным трудом. С 1860 года стали появляться в разных газетах и журналах многочисленные его статьи публицистические, юридические, исторические, критические и беллетристические.
В 1858—1861 годах вёл отдел «Современное обозрение» в журнале «Современник». В 1861—1862 годах издавал еженедельный журнал «Мировой посредник»; с 1865 по 1871 год был постоянным сотрудником газеты «Голос»; в 1875—1876 годах редактировал «Биржевые ведомости», в 1881—1882 годы — журнал «Отголоски».
В последние годы Карнович занялся исключительно историей, печатая статьи в «Историческом вестнике», «Неделе», «Русской мысли», «Народной школе» и «Нови». Написал ряд исторических романов, посвящённых истории России в XVII—XVIII веках. При советской власти произведения Карновича не издавались, с начала 1990-х широко переиздаются его исторические романы.
Умер 25 октября (6 ноября) 1885 года, дослужившись до статского советника. Был похоронен на средства Литературного фонда в Александро-Невской лавре на Никольском кладбище; могила не сохранилась.

## Сочинения

### Исторические труды
- «О образовании евреев в России» («Педагогический сборник», 1857, том I и II).
- «О крепостном праве в Польше» («Современник», 1858, № 5).
- «Значение поляков в истории мореплавания» (1858)
- «Санкт-Петербург в статистическом отношении Архивная копия от 1 апреля 2019 на Wayback Machine» (СПб., 1860).
- «Исторические и статистические сведения о существующих ныне государствах» (1860).
- «Римские папы в былое и настоящее время» («Рассвет», 1860, № 4-6).
- «Очерки старинного быта Польши» («Современник», 1860, 1861 и 1863 годов).
- «О разработке статистики народного просвещения в России» (1863).
- «Еврейский вопрос в России» (Санкт-Петербург, 1864).
- «О развитии женского труда в Петербурге» (СПб., 1865).
- «Пособие для занятий по судебно-гражданской части» (2 книги, 1872).
- «Очерки наших порядков административных, судебных и общественных» (СПб., 1873).
- «Значение бироновщины в русской истории» («Отечественные записки», 1873, № 10-11).
- «Очерки и рассказы из старинного быта Польши» — СПб., 1873
- «Собрание узаконений Русского государства» (т. 1, 1874).
- «Замечательные богатства частных лиц в России» (Санкт-Петербург, 1874; 2-е изд. — 1884).
- «Фотий Спасский» (1875).
- «Цесаревич Константин Павлович» («Русская старина», 1877; № 6-9 и 1878, № 1-3).
  - Цесаревич Константин Павлович : Биогр. очерк Е. П. Карновича. — Санкт-Петербург, 1899. — X, 296 с., 15 л. портр., факс.
- «Любовь и корона» (исторический роман из времён Анны Иоанновны) (Санкт-Петербург, 1879).
- «Князь Ал. Н. Голицын и его время» («Исторический вестник», 1882, № 4 — 5).
- «Императрица Елизавета Петровна и король Людовик XV» («Исторический вестник», 1884, № 8).
- «Исторические рассказы и бытовые очерки» (Санкт-Петербург, 1884).
- «Замечательные и загадочные личности ХVIІІ и XIX столетий Архивная копия от 1 апреля 2019 на Wayback Machine» (первое издание — СПб., 1884, второе — 1893).
- «Мария-Терезия Угрюмова в 1782—1785 гг.» Архивная копия от 27 декабря 2013 на Wayback Machine // Русская старина, 1874. — Т. 11. — № 11. — С. 558—571.
- «Служилые, должностные и сословные знаки отличий в России» Архивная копия от 27 декабря 2013 на Wayback Machine // Исторический вестник, 1885. — Т. 22. — № 11. — С. 235—257; № 12. — С. 563—587.

### Исторические романы и повести
- «Мальтийские рыцари в России» (два прижизненных издания — 1878 и 1880, есть позднейшие переиздания).
- «На высоте и на доле: Царевна Софья Алексеевна» (1879).
- «Любовь и корона» (два издания — СПб., 1879 и 1883).
- «Самозванные дети» (СПб., 1880).
- «Исторические рассказы и бытовые очерки» (СПб., 1884)
- «Придворное кружево» (СПб., 1883; 2-е изд. — 1885).
- «Сельская жизнь» (1886).
- «Пагуба» (1887).
- «Переполох в Петербурге» (1887).
- «Лимон» (1887).
- «На высоте и на доле».
- «Воспоминания Охотского».
- «Варенька Ченцова».
- «Проблески счастья».